# Салпаусселькя
Са́лпаусселькя (фин. Salpausselkä, от фин. salpa — затвор, засов и selkä — хребет) — система конечно-моренных гряд в южной и юго-восточной частях Финляндии, сформировавшаяся во время последней ледниковой эпохи в период между 12300 и 11250 лет назад. Гряды Салпаусселькя тянутся параллельно друг другу вдоль северных берегов Финского залива и Ладожского озера. Зона конечных морен шириной 20—50 км протянулась по территории Финляндии с запада на северо-восток на 600 км. В районе города Лахти гряды возвышаются на 60—70 м над окружающей местностью, но по большей части относительная высота гряд составляет 20 м.

## История изучения
Ещё с конца XVIII века Салпаусселькя уже описывается как единая система озов. Так, в 1784 году Абрахам Аргилландер дал описание сети озов южной Финляндии, включающую две параллельные гряды, протянувшиеся от Таммисаари до Йоэнсуу. Первая попытка научно объяснить происхождение гряды была предложена Вильгельмом Бётлингком в 1839 году и сводилась к деятельности селевых потоков, вызванных вертикальными движениями земной коры. Впервые предположение о природе Салпаусселькя как краевого ледникового образования была высказана Нильсом Норденшёльдом в ходе обследования русла Сайменского канала в 1846 году, но дальнейшего развития не получила.
Первое научное описание гряды Салпаусселькя в качестве конечной морены дал Андерс Торелд в 1863 году. В 1874 году Фридрих Вийк выдвинул предположение, что гряда не маркирует границу максимального распространения оледенения, а сформирована отступающим ледником. Он же указал, что гряда позволяет установить уровень приледникового озера (ныне известного как Балтийское ледниковое озеро). На основании скорости современного поднятия суши возраст гряды был оценен Вийком как не превышающий 25 тысяч лет. В 1885 Герхард де Геер установил соответствие между грядами Салпаусселькя и моренными грядами Шёвде и Биллинген в центральной Швеции, а также грядой Ра на территории Норвегии. В 1889 году Якоб Седерхольм предположил, что гряды маркируют синхронные положения фронта отступающего ледника, и в юго-восточной Финляндии расположено три таких гряды.
На рубеже XIX—XX веков финскими исследователями был предпринят ряд экспедиций под руководством Вильгельма Рамзая и Йохана Росберга с целью исследования конечно-моренных образований северо-восточной Финляндии и сопредельных территорий Карелии. В работах 1918 и 1923 года Матти Саурамо опубликовал оценки абсолютного возраста и продолжительности формирования гряд Салпаусселькя на основе метода подсчёта слоёв ленточных глин.

### Этимология
Название Салпаусселькя возникло в научной среде, в словарях народных топонимов это название отсутствует. Термин, по свидетельству Рамзая, был впервые использован осенью 1857 года Сакариасом Топелиусом в заметках к курсу лекций по геологии, которые читались им в 1854—1858 году и первоначально обозначал водораздел, разделяющий бассейны центральной Финляндии и южного побережья. В этом значении термин впервые появился в печатном издании и на картах в 1858 году и использовался в дальнейшем. Впервые в качестве обозначения геологического образования термин был использован Вийком в 1874 году. На рубеже XIX и XX термин Салпаусселькя окончательно закрепился за геологическим объектом, использование его для именования водораздела прекратилось. В русскоязычной литературе термин Салпаусселькя впервые использовал Пётр Кропоткин в середине 1870-х годов.

## География

Три гряды Салпаусселькя, моренные гряды восточной Финляндии и Конечная морена центральной Финляндии

Гряда Салпаусселькя в районе г. Лохья

Система моренных гряд Салпаусселькя на всём протяжении состоит из двух практически параллельных друг другу гряд Салпаусселькя I и Салпаусселькя II, а также гряды Салпаусселькя III, которая представлена сравнительно коротким отрезком на юго-западе.
Салпауселькя I на западе тянется под водами Балтийского моря на десятки километров, при этом на глубинах более 40 м гряда погребена под более молодыми морскими осадками. Западная дуга гряды на суше начинается на полуострове Ханко и тянется до Сайраккала в Холлола, где гряда резко меняет направление и начинается восточная дуга. Далее гряда тянется через Лахти, Коувола, Лаппеэнранту и вдоль границы финского Озёрного края до Вяртсиля к северу от Ладоги, где гряда обрывается. Салпаусселькя I представляет собой почти непрерывную гряду с большими маргинальными дельтами в районе Лахти, Куовала и Лаппеэнранта.
Салпаусселькя II следует параллельно Салпаусселька I на расстоянии от 10 до 25 км от острова Ёрё) через мыс Бромарв на северо-восток до Асиккала к западу от озера Пяйянне, где дуга меняет направление. Далее вокруг озера Сайма до Кийхтелюсваара. Западная дуга Салпаусселькя II образована одной, двумя или тремя параллельными конечно-моренными грядами, сложенными гравием, песком и валунным суглинком и редкими выводными дельтами озов. Восточная дуга представляет собой почти непрерывную цепь маргинальных дельт.
Салпаусселькя III прослеживается на островах Утё и Юрмо в Архипелаговом море и далее от острова Чимиту на северо-восток до озера Пяйянне в Падасйоки. Она образована непрерывной конечно-моренной грядой и несколькими большими маргинальными дельтами.
Кроме того, в финской области Северная Карелия и российской Карелии имеется ряд конечно-моренных образований, соответствие которых конкретным грядам Салпаусселькя по сей день остаётся предметом дискуссии:
- моренная гряда Тууповаара соответствует поздним стадиям Салпаусселькя I, но, возможно, сформировалась ранее;
- моренная гряда Койтере и её продолжение на территории России в районе Сегозера считается продолжением Салпаусселькя II, но некоторые авторы отождествляют её с Салпаусселькя I;
- моренная гряда Пиелисярви обычно считается продолжением Салпаусселькя III[2].

На территории Карелии располагаются две протяжённые моренные гряды, продолжающие краевые образования Койтере и Пиелисярви: Ругозерская гряда и гряда Калевала соответственно. Единого мнения об их соответствии стадиям формирования Салпаусселька пока не достигнуто.

## Строение гряд

Обобщённый поперечный разрез типичной для Салпаусселькя дельто-моренной гряды

Гряды Салпаусселькя представляют собой сложные сочетания конечной морены и флювиогляциальных образований.
Гряды неоднородны в плане: участки узкой сравнительно невысокой гряды, образованной почти исключительно моренными отложениями, сменяется типичной для Салпаусселькя грядой, где флювиогляциальная основа перекрыта мореной с внутренней стороны (дельто-морены) и, наконец, маргинальными флювиогляциальными дельтами большой площади или зандрами. Последние часто имеют в плане неправильную форму, площадь крупнейшей из таких дельт, Сайраккала, достигает 40 км2. Маргинальные дельты или террасы могут тянутся непрерывно на десятки километров.
Характер гряд определяется особенностями доледникового рельефа у границы ледника: глубиной бассейна перед фронтом ледника, экспозицией склонов по отношению к нему, наличием долин под ледниковым покровом, а также скоростью движения ледника в данном районе. В общем случае, наиболее развитые флювиогляциальные формы характерны для участков, где глубина приледникового водоёма в начале формирования гряды составляла от 40 до 20 м, а склоны подстилающего рельефа падали в направлении от фронта ледника.
Основная форма рельефа — гряда, сложенная флювиогляциальными песками и галькой, обычно подвергшихся гляциотектонической деформации и перекрытыми мореной с внутренней стороны. При описании гряды выделяют внешнюю (дистальную), центральную и внутреннюю (проксимальную) по отношению к положению границы ледникового покрова части.
Дистальная и центральная часть сложены хорошо промытыми и отсортированными флювиогляциальными песками и галькой (размер зёрен от супесей до гальки и валунов). Морфологически эти части представляют собой ненарушенные последовательности флювиогляциальных дельт. Её формирование происходило за счёт сброса влекомого осадочного материала потоками, протекавшими в подлёдных туннелях, который происходил, когда скорость потока падала при впадении в приледниковое озеро. По мере накопления осадков устья потоков мигрировали вдоль края ледника. После достижения растущей грядой уровня поверхности водоёма (если накопление осадков не прекращалось раньше) вновь поступающие осадки переносились поверхностными потоками (русла которых можно наблюдать в современном рельефе) в дистальную часть гряды. Таким образом формировались конусные зандры и зандровые плато.

Происхождение типичной для Салпаусселькя дельто-моренной гряды

Проксимальная часть сложена валунными суглинками и характеризуется гляциотектоническими нарушениями, которые часто затрагивают и прилегающие флювиогляциальные отложения центральной части. Гетерогенный характер проксимальной части обусловлен осцилляциями фронта оледенения, имевшими место в период её отложения перед окончательным отступлением ледника. Валунный суглинок, слагающий гряды Салпаусселькя, откладывался под водой или в условиях таяния под покровом ледника, а потому подвергся некоторой промывке и стратификации; он менее плотен, чем обычная для территории Финляндии основная морена. В некоторых районах в проксимальной части гряд можно наблюдать последовательно сменяющие друг друга моренные и флювиогляциальные слои.
Во многих местах первоначальная форма склонов гряды подверглась глубоким изменением под воздействием прибрежной активности различных стадий развития Балтийского моря. В современном рельефе дистальных склонов Салпаусселькя I литоральные обрывы и террасы занимают доминирующее положение. Кроме того, встречаются эоловые отложения и закреплённые дюны.
Непосредственно к возвышенностям с проксимальной стороны примыкает большое количество так называемых питающих озов, которые являются следами подлёдных потоков, обеспечивавших транспорт осадочного материала к фронту ледника. Помимо сравнительно небольших питающих озов, на территории гряд встречаются крупные протяжённые озы, ориентация которых соответствует направлению ледниковых потоков. Такие озы могут пересекать конечно-моренные гряды и располагаться в пространстве между ними, но никогда не пересекают внешнюю гряду Салпаусселька I.

### Связанные формации
Наряду с собственно грядами Салпаусселькя выделяют ряд образований, происхождение которых связано с образованием гряд.
В тылу у центральной дуги Салпаусселькя на расстоянии от 60 до 200 км располагаются поля друмлинов, ориентация длинных осей которых перпендикулярна направлению ближайшего участка дуги. На северо-востоке друмлинные поля вплотную примыкают к гряде.
Кроме того, в тылу у Салпаусселькя расположена система озов, направление которых в целом перпендикулярно дуге и повторяет направление ледовых потоков. На территории Озёрного края выделяют 12 основных цепей озов протяжённостью в десятки километров.

## История формирования
Фронт отступающего ледника достиг южного побережья Финляндии по современным оценкам около 13100—13000 лет назад.
В плане гряды Салпаусселькя I и Салпаусселькя II (вместе с родственными образованиями на северо-востоке) образованы тремя дугами, повторяющими очертания ледниковых языков, участвовавших в их формировании: язык Балтийского моря на западе, язык Озёрного края в центре и Северо-Карельский язык на северо-востоке. В местах сопряжения ледниковых языков образовался межъязыковый массив в районе Йоэнсуу.
Предполагают, что в ходе аллерёдского потепления (14700—12800 лет назад) граница отступающего ледникового покрова достигла области, лежащей севернее (то есть в тылу) Салпаусселькя I. В ходе похолодания позднего дриаса (12800—11500 лет назад) произошло наступление ледника, крайнее положение которого и маркирует Салпаусселькя I. Амплитуда этого наступления ледников была выше в центральной части ледниковых языков, где движение льда происходило более интенсивно. Здесь она достигала, по различным оценкам, от 30 до 50 и даже 80 км. На периферии и границах языков амплитуда наступления составляла от одного до нескольких километров.
Гряда Салпаусселькя I начала формироваться 12260—12250 лет назад.
Толщина ледникового покрова в период формирования гряды Салпаусселькя I составляла от 250 до 500 м на расстоянии 40 км от фронта ледника. Друмлинные поля в тылу центральной части дуг свидетельствуют о быстром движении ледника в этих районах и наличии воды в основании ледникового покрова. Тающая вода ускоряла движения ледникового покрова, особенно во время финальной фазы дегляциации. Вода через сеть тоннелей в теле ледника поступала к его краю. Положение крупнейших подлёдных туннелей в настоящее время указывают протяжённые последовательности озовых гряд в тылу Салпаусселькя. Эти туннели обеспечивали питание зоны Салпаусселькя осадочным материалом.
Основная часть гряды Салпаусселькя I формировалась под поверхностью воды. Глубина Балтийского ледникового озера перед фронтом ледника составляла от 20 до 40 м. Ранние слои центральной и дистальной части гряды отлагались в условиях мелководья. Основная часть осадков откладывалась в условиях второго подъёма уровня Балтийского ледникового озера после спуска в аллерёде. Для центральной дуги в период формирования Сальпаусселькя I получены следующие оценки глубины перед фронтом ледника: от 0 до 25 м к северу от Лаппеэнранты, от 40 до 50 м к востоку от Луумяки, от 20 до 40 м от Лахти до Коувола. Наибольшая глубина отмечена для региона к югу от Коувала — от 50 до 80 м. К северу от Лаппеэнранты и в районе Лахты отложение верхних ярусов дельт внутриледниковых потоков происходило уже на поверхности Балтийского ледникового озера. Гряда формировалась в течение 230—250 лет.
Гряда Салпаусселькя II начала формироваться 11800 лет назад. Как и в случае внешней гряды, формирование Салпаусселька II стало возможно благодаря временному прекращению отступления границы ледникового покрова или даже продвижению этой границы вперёд. В период отложения Салпаусселькя II количество таких событий различалась у разных ледниковых языков: однократно для языка Озёрного края и до трёх раз для языка Балтийского моря на западе, что определило различие в их морфологии.
Формирование Салпаусселькя II также происходило в условиях озёрного бассейна. Граница ледника находилась на суше только в районах к северо-востоку от Иматра и Париккала. Кроме того, во многих местах дельты вырастали выше уровня озера. Глубины перед фронтом ледника составляли по большей части от 0 до 30 м, наибольшая глубина, 50 м, была в районе Кюляниеми. На формирование гряды потребовалось 180—200 лет, оно завершилось 11600 лет назад.
Прекращение активности языка Озёрного края в период формирования Салпаусселькя III привело к тому, что эта гряда представлена только в юго-западной (собственно Салпаусселькя III) и северо-восточной (гряда Пиелисярви) дугах. Гряда Салпаусселькя III сформировалась в голоцене около 11300 лет назад.
Формирование гряд происходило асинхронно: по некоторым оценкам, западная часть гряды начала формироваться на 350 лет раньше восточной для Салпаусселькя I и на 100 лет раньше для Сальпаусселькя II.

## Отметки уровня Балтийского ледникового озера
Краевые флювиогляциальные образования на территории гряд Салпаусселькя позволяют определить положение базиса эрозии в момент осадконакопления, которым для них являлось Балтийское ледниковое озеро. Для Салпаусселькя выделены следующие отметки уровня:
- BI — наиболее древняя и высокая линия, расположена на территории Салпаусселькя I.
- BII — линия располагается на 5 м ниже BI; формировалась в процессе отступления ледника от Салпаусселькя I к Салпаусселькя II
- BIII — располагается на 10 м ниже BI на территории Салпаусселькя II[14].

Абсолютная высота отметок зависит от величины изостатического подъёма территории в последующие эпохи: линия BI в районе Лахти находится на высоте 160 м над уровнем моря, а к северу от Ладожского озера — на высоте 95 м.
Когда ледник отступил на несколько километров от гряды Салпаусселькя II, примерно 11560—11590 лет назад произошёл сброс Балтийского ледникового озера и уровень воды в Балтийском бассейне опустился на 28 м до уровня YI.
Отметки уровня Балтийского ледникового озера на территории Салпаусселькя сыграли и продолжают играть ключевую роль в изучении истории и определении хронологических границ существования этого водоёма.

## Роль гряды в истории внутренних вод Финляндии
После освобождения территории Финляндии от ледника гряда Салпауссельякя играл роль основного водораздела, препятствуя стоку с территории, лежащей к северу от гряды, в Финский залив. По этой причине сток почти со всей территории современной Финляндии происходил в северном и северо-западном направлении в Ботнический залив. И в настоящее время гряда является юго-восточной границей Озёрного края Финляндии.
По мере гляциоизостатического поднятия северной Финляндии росла высота порога стока в районе озера Котаярви — и примерно 6100 лет назад произошёл прорыва гряды к югу от озера Пяйянне, в результате которого появилась река Кюмийоки. Позднее аналогичный прорыв гряды в районе города Иматра привёл к образованию реки Вуоксы. Эти события привели к падению уровня озёр Пяйянне и Сайма на 20 м.
Несмотря на прорывы, гряды по-прежнему оказывают подпруживающее влияние на поверхностный сток, направленный к югу. На внешней стороне Салпаусселькя на территории Финляндии практически отсутствуют крупные озёра.

## Хозяйственное значение
Гряда является важнейшим источником песка и гравия для использования в строительстве. Формации Салпаусселькя являются важнейшим резервуаром грунтовых вод Финляндии.
Название Салпаусселькя носит комплекс трамплинов в Лахти, построенный в районе, где гряда имеет наибольшую высоту над окружающей местностью.

## Комментарии
1. ↑  Высота[1] над уровнем моря участка гряды с наибольшей относительной высотой (около 70 метров)[2]
2. ↑  В  российской литературе встречается[4] ошибочная[5], [6][нет в источнике] транскрипция Сальпаусселька.
3. ↑  Оценки продолжительности формирования гряд Салпаусселькя, данные Саурамо, не утратили актуальности по сей день.[7]
4. ↑  Первоначально термин «Салпаусселькя» применялся к центральной дуге, для западной части гряды до начала 1910-х годов использовалось обозначение «Лохьянселькя»
5. ↑  Оценки абсолютного возраста событий в разных источниках могут существенно отличаться. Развитие методов калибровки данных радиоуглеродного анализа привело к пересмотру многих абсолютных оценок в сторону их увеличения[7]. По этой причине при написании статьи оценки абсолютного возраста событий приведены по наиболее современным источникам.
6. ↑  Здесь и далее по тексту оценки абсолютного возраста приведены относительно 1950 года, см.: До настоящего времени
7. ↑  Для обозначения этого события в англоязычной литературе используется термин, который можно перевести как «межстадиал Хейнола» англ. Heinola deglaciation[1][8].
8. ↑  Расстояние, на которое граница ледника переместилась в ходе похолодания.
9. ↑  Приведённые оценки получены методом подсчёта слоёв ленточных глин, радиоизотопные оценки возраста этого события 12300-12100 лет назад по 14C и 12500±700 лет назад по 10Be[16][18]
10. ↑  Оценки абсолютного возраста событий существенно отличаются в зависимости от метода датирования и являются предметом полемики, но благодаря хронологии ленточных глин относительный возраст событий установлен сравнительно точно: формирование гряд Салпаусселька I и Салпаусселька II потребовало 660 лет, а для Салпаусселька III потребовалось ещё 300 лет[7].
11. ↑  Эта событие является "нулевым годом" — датой на базе которой построено большинство абсолютных оценок возраста событий, приведённых  в статье[7]
12. ↑  По данным, полученным в других районах Балтийского моря, величина падения составила 25 м[18][20].
13. ↑  Озеро Котаярви расположено на территории национального парка Пюхя-Хякки